# Anschlag von Buenos Aires 1994
Beim Bombenanschlag auf das AMIA-Gebäude am 18. Juli 1994 in Buenos Aires wurden 85 Menschen getötet und weitere 300 verletzt. Es war der schwerste Bombenanschlag in der Geschichte Argentiniens. Das Gebäude der Asociación Mutual Israelita Argentina, eine Zentrale der jüdischen Gemeinde in Argentinien, in welchem zahlreiche jüdische Organisationen und Vereine vertreten waren, wurde dabei völlig zerstört. Der Anschlag löste das umfassendste Ermittlungsverfahren der argentinischen Rechtsgeschichte aus.
Die Hintergründe für den Anschlag wurden nie vollständig geklärt. Das höchste argentinische Strafgericht machte im April 2024, den Iran und die Hisbollah-Miliz für den Anschlag verantwortlich. Das Urteil wurde so erwartet, wegen fehlender Beweise jedoch auch kritisiert. Der argentinischen Regierung und Justiz werden von Hinterbliebenen mangelndes Engagement bei der Aufklärung der Tat vorgeworfen.

## Hintergründe und Spekulationen

### Ablauf und Hintergründ der Beweise
Um 09:53 Uhr Ortszeit explodierte eine 300 bis 400 kg schwere Bombe auf der Basis eines ANC-Sprengstoffes, die in einem Renault-Lieferwagen vom Attentäter vor das Gebäude transportiert und gezündet wurde. Als Urheber und Auftraggeber wird die Hisbollah und der Iran vermutet; die Ermittlungen hinsichtlich der Urheberschaft sollen, nach Angaben von Wikileaks, von der US-Botschaft beeinflusst worden sein, und „nicht auf in Argentinien selbst ermittelten Beweisen, sondern auf Informationen der US-amerikanischen und israelischen Geheimdienste beruhen“.

### Hisbollah als Urheber
Von verschiedenen Quellen und Analysten wurde als mögliches Motiv der Hisbollah Rache für die Tötung Abbas al-Musawis oder auch „Vergeltung“ für die Entführung Mustafa Diranis und Luftschläge in der Bekaa-Ebene vermutet. Musawis Tod wurde, in einem Bekennervideo, mit dem Anschlag von Buenos Aires von 1992 „gerächt“. In einer Anklage des argentinischen Sonderermittlers aus dem Jahr 2006 bekräftigte dieser, dass der Attentäter Hussein Berro Hisbollah-Mitglied gewesen sei.

### Iran als Urheber
Vor dem Hintergrund der unilateralen Aufkündigung der argentinischen Unterstützung für das Iranische Atomprogramm im Jahre 1993 wurde ein „Vergeltungsanschlag“ des Iran als Motiv angenommen. Demnach habe der Iran die Hisbollah beauftragt, den Anschlag durchzuführen. Argentinien unterstützte das iranische Atomprogramm seit den 1980er Jahren bis 1993 und lieferte noch im Februar 1993 115,8 kg auf 20 % angereichertes Uran an den Iran.
Bei einem geheimen Treffen des Iranischen Sicherheitsrats in Maschhad soll am 14. August 1993 die Entscheidung für einen Anschlag gefällt worden sein. Die Los Angeles Times berichtet in ihrer Ausgabe vom 6. Dezember 1997 von einem iranischen Überläufer namens Manouchehr Moatamer, der diese Informationen gab. Der ehemalige US-Botschafter in Argentinien, James Richard Cheek, hält Manouchehr Moatamer für unglaubwürdig. Es gäbe keinen Beweis der iranischen Verantwortung. Ein weiterer Informant, Abdolghassem Mesbahi, Kronzeuge (C) im Mykonos-Prozess, berichtet auch über das Treffen in Maschhad, jedoch nur vom Hörensagen. Für Gareth Porter stützten sich die Annahmen für eine Urheberschaft des Iran ausschließlich auf Mitglieder der Volksmudschahedin.
Im Januar 2014 erklärte Itzhak Aviran, von 1993 bis 2000 amtierender Botschafter Israels in Argentinien, in einem von der Zeitung Clarín abgedruckten Interview, Israel wisse, wer die Hauptverantwortlichen seien (nämlich Iraner), und habe inzwischen die meisten von ihnen getötet. Das israelische Außenministerium wies die Äußerungen Avirans hingegen zurück.

### Argentinische Urheberschaft
Ein Prozess gegen ehemalige Polizeibeamte der Provinz Buenos Aires wegen Beteiligung an den Vorbereitungen des Anschlags endete im September 2004 mit einem Freispruch aller 22 Angeklagten. Ein Angeklagter wurde beschuldigt, „400.000 US-Dollar vom argentinischen Geheimdienst Side erhalten zu haben, um mit seiner Aussage den Verdacht auf den Iran zu lenken.“ Vermutet wurde die Urheberschaft bei „Leuten in der Armee und Polizei, die in die Militärdiktatur von 1976 bis 1984 (sic) verwickelt waren und ausgeprägt antisemitisch sind,“ oder bei „argentinische[n] Nazis“.

## Ersuchen um Festnahme
Als Attentäter wurde im November 2005 der 21-jährige Libanese Ibrahim Hussein Berro vom FBI und dem Staatsanwalt Nisman beschuldigt.
Am 9. November 2006 wurde von den argentinischen Behörden, auf Grundlage der Ermittlungsergebnisse der Sonderermittler Alberto Nisman und Marcelo Martinez Burgos, bei Interpol eine „Red Notice“ (Ersuchen um Festnahme) gegen neun Personen ersucht, die im März 2007, nach Prüfung der Unterlagen, auf sechs Personen reduziert wurde, darunter Imad Fayez Mughniyah (ehemaliger Hizbollah-Chef) und Mohsen Rezai (ehemaliger Leiter der Iranischen Revolutionsgarde). Die Red Notices wurden nicht – entgegen dem Ersuchen – für den ehemaligen Präsidenten des Iran, Akbar Hāschemi Rafsandschāni, für den ehemaligen Außenminister des Iran Ali Akbar Velayati und den ehemaligen Botschafter des Iran in Buenos Aires, Hadi Soleimanpour, ausgestellt.
Im Mai 2009 wurde von den argentinischen Behörden bei Interpol um eine weitere Red Notice ersucht. Der Kolumbianer Samuel Salman El Reda soll in den Anschlag verwickelt sein. Im Oktober 2009 wurde vom argentinischen Bundesrichter Ariel Lijo Anklage gegen den zur Zeit der Anschläge amtierenden und von syrischen Eltern abstammenden argentinischen Präsident Carlos Menem, dessen Bruder Munir Menem, den früheren Chef des argentinischen Geheimdienstes Secretaría de Inteligencia de Estado (SIDE) Hugo Anzorreguy, gegen den damals ermittelnden Bundesrichter Juan José Galeano und weitere Regierungsangestellte wegen Behinderung der Ermittlungen erhoben. Die Angeklagten sollen Akten gefälscht, vernichtet sowie Zeugen bestochen haben.
Das höchste argentinische Strafgericht urteile im April 2024, dass der Iran die Tat geplant und die Hisbollah die Ausführung übernommen habe. Der Angriff sei eine Vergeltung dafür gewesen, dass Argentinien ein Abkommen über eine nukleare Kooperation mit Teheran gekündigt hatte. Das Urteil wurde so erwartet. Der den Fall seit längerem untersuchende Journalist Joe Goldman kritisierte das Gerichtsverfahren. Es habe keine neue Erkenntnisse und keine spezifischen Beweis für einen Plan des Irans gebracht.
Die Staatsanwaltschaft kündigte 2025 an, zehn flüchtigen Verdächtigen den Prozess zu machen, denn durch ein neues Gesetz sei es in Argentinien möglich, Strafverfahren gegen Angeklagte in Abwesenheit zu führen. Zu den Verdächtigen gehören der ehemalige iranische Innenminister und frühere Kommandeur der Al-Kuds-Brigaden, Ahmad Vahidi, sowie der ehemalige Führer der Revolutionsgarde und frühere iranische Vizepräsident für Wirtschaft, Mohsen Rezai. Laura Ginsberg, eine Vertreterin der Hinterbliebenen des Anschlags, bezeichnete die Ankündigung als „Zirkus“ der argentinische Regierung Milei und forderte eine Untersuchungskommission mit anerkannten Persönlichkeiten, etwa aus der Menschenrechtsbewegung, zur Aufklärung des Anschlags.

## Der Fall Nisman
Alberto Nisman, 2005 von Néstor Kirchner zum Sonderstaatsanwalt und Nachfolger von Juan José Galeano für diesen Fall ernannt, erhob Anklage gegen mehrere Vertreter der iranischen Regierung. Die iranische Regierung lieferte die beschuldigten Staatsbürger jedoch nicht aus. Deshalb verhandelte der damalige argentinische Außenminister Timerman mit dem Iran ein danach nicht in Kraft getretenes Abkommen. Es sollte Nisman ermöglichen, die Beschuldigten im Iran zu befragen, und sah die Einsetzung einer gemeinsamen „Wahrheitskommission“ vor. Nisman beschuldigte daraufhin die damalige argentinische Präsidentin Cristina Fernández de Kirchner und andere hochrangige Funktionäre, dass sie die Aufklärung des Terrorattentates zu verhindern versuchten.
Im Januar 2015 klagte Nisman die damalige amtierende Staatspräsidentin Argentiniens, Cristina Kirchner, an; er warf ihr vor, die Verfolgung der Hauptverdächtigen sabotiert zu haben. Am Tag, an dem Nisman seine Anklage im Parlament von Buenos Aires erläutern sollte, wurde er tot in seiner Wohnung mit einer Schusswunde am Kopf aufgefunden. Der auf Nisman folgende Staatsanwalt, Gerardo Pollicita, wertete die Anklageschrift Nismans aus und erhob am 13. Februar 2015 Anklage gegen Cristina Kirchner wegen Strafvereitelung im Amt. Zudem wurden der Außenminister Héctor Timerman und der Abgeordnete Andrés Larroque beschuldigt, Kirchner unterstützt zu haben, die mutmaßlichen Attentäter zu decken. Das zuständige Gericht wies die Anklage gegen Kirchner zurück. Auch das Berufungsgericht bezeichnete nach einer Beschwerde der Staatsanwaltschaft gegen diese Abweisung die Anklage als „spekulativ“ und lehnte die Zulassung ebenfalls ab.
Die größte argentinische Zeitung Clarín berichtete nach dem Tod, Informanten der CIA hätten ihr mitgeteilt, dass Nisman ermordet worden sei. Laut der zuständigen Staatsanwältin Viviane Fein fanden sich schlussendlich keine Befunde für einen Mord, es gebe etwa keine Hinweise, dass sich eine weitere Person während des vermutlichen Todeszeitpunkts in dem Badezimmer aufgehalten habe. Der Journalist Facundo Pastor schlussfolgerte aus Depeschen der US-Botschaft, dass Nisman sämtliche rechtliche Schritte mit der US-Botschaft kommuniziert habe. Vor seinem Tod habe Nisman laut Pastor jedoch die Unterstützung der US-Regierung verloren. Nisman realisierte demnach, dass er aus den USA keine Beweise für seine Anklage erhalten werde, und stand mit leeren Händen da. Der Filmautor Justin Webster befragte für eine 2020 veröffentlichte Netflix-Dokumentation zahlreiche Zeugen und Experten zum AMIA-Anschlag und den darum rankenden Justiz- und Geheimdienstaffären. Jens Glüsing für das Magazin Der Spiegel schlussfolgerte aus der Dokumentation, dass die Beweislage von Nisman gegen Kirchner dünn war und ein Suizid die plausibelste Erklärung sei, dies ergebe sich auch aus den eigenen Recherchen. Nisman erscheine als Marionette im Intrigenspiel der Geheimdienste.
Laut Nisman hatte der Richter Claudio Bonadio ihn mit Morddrohungen unter Druck gesetzt. Bonadio wurde in der Vergangenheit vom Amia-Fall von der Bundeskammer, aufgrund seiner politischen Verbindungen zur früheren konservativen Regierung von Carlos Menem, wegen Befangenheit abgerufen. Bonadio übernahm nun den Fall und erließ im Dezember 2017 einen Haftbefehl gegen Cristina Kirchner und 11 weitere Personen wegen „Hochverrats“ aufgrund der mutmaßlichen Verschleierung des Amia-Anschlags. Die Bundesstrafkammer sprach Cristina Kirchner und ihre Beamten im Oktober 2021 vom Vorwurf frei, die Verantwortlichen für den Bombenanschlag gedeckt zu haben.
Am 28. Februar 2019 wurde der ehemalige Untersuchungsrichter Juan José Galeano wegen Unterschlagung, Pflichtvergessenheit, Freiheitsberaubung, Vertuschung und Manipulation von Beweismitteln zu sechs Jahren Gefängnis verurteilt. Carlos Menem wurde vom Vorwurf freigesprochen, die Aktion zum Schutz der Täter angeordnet zu haben. Sein früherer Geheimdienstchef Hugo Anzorreguy wurde zu viereinhalb Jahren Gefängnis verurteilt. Das Gericht befand sie für schuldig, die sogenannte „syrische Spur“, die zu Alberto Kanoore Edul führt, einem Geschäftsmann syrischer Abstammung und Freund von Menem, nicht ernsthaft verfolgt zu haben. Alberto Kanoore Edul steht im Verdacht, das Material für den Bau der Bombe besorgt zu haben. Stattdessen ließen Galeano und Anzorreguy in den Reihen der Polizei nach Schuldigen suchen und damit die Ermittlungen ins Leere laufen. Galeano hatte dem Gebrauchtwagenhändler, der das Auto verkauft hatte, in dem die Bombe detonierte, nach dem Anschlag 400.000 US-Dollar dafür gezahlt, dass dieser fälschlicherweise Polizisten beschuldigte. Der Gebrauchtwagenhändler wurde zu dreieinhalb Jahren Gefängnis verurteilt.

## Version des israelischen Geheimdienstes
Der israelische Geheimdienst Mossad kam in seiner internen (und von der New York Times 2022 teils veröffentlichten) Untersuchung zu dem Schluss, dass die argentinische Regierung nicht in irgendeiner Weise in den Anschlag involviert ist. Der Iran war laut der Mossaduntersuchung am Anschlag nicht direkt beteiligt, hieß jedoch die Aktion gut. Der Mossad beschuldigt die Hisbollah, den Anschlag als Rache für Aktionen des israelischen Militärs im Libanon verübt zu haben.